# Boris Antón
Boris Antón Codina (n. Andorra la Vieja,  el 27 de febrero de 1987) más conocido como Boris Antón, es un exfutbolista y entrenador de fútbol andorrano que actualmente dirige a la Unió Esportiva Santa Coloma de la Primera División de Andorra.

## Trayectoria

### Como jugador
Nacido en Andorra la Vieja, Boris comenzó su trayectoria como jugador en el FC Andorra y en 2007 llegó a la Unió Esportiva Santa Coloma de la Primera División de Andorra, donde jugó como delantero durante 14 temporadas, al retirarse en junio de 2021.

### Como entrenador
Tras colgar las botas, en la temporada 2021-22 se convierte en entrenador del segundo equipo de la Unió Esportiva Santa Coloma y sería preparador del primer equipo formando parte del cuerpo técnico de Juan Velasco.
El 3 de agosto de 2022, se convierte en entrenador de la Unió Esportiva Santa Coloma de la Primera División de Andorra.

## Clubes

### Como jugador
| Club                        | País               | Año       |
| --------------------------- | ------------------ | --------- |
| FC Andorra                  | Bandera de Andorra | 2006-2007 |
| Unió Esportiva Santa Coloma | Bandera de Andorra | 2007-2021 |

### Como entrenador
| Club                        | País               | Año       |
| --------------------------- | ------------------ | --------- |
| Unió Esportiva Santa Coloma | Bandera de Andorra | 2022-2025 |